# Stéphane Huchard
Stéphane Huchard (1964) è un batterista e compositore francese.

## Biografia
Sin da bambino mostra interesse per il mondo della musica iniziando a suonare la batteria all'età di 7 anni. Compiuti 15 anni, si appassiona al jazz ed entra a far parte della scuola di batteria Dante Agostini di Parigi, dove vince il primo premio con tanto di congratulazioni da parte della giuria. Nel 1999 pubblica il primo disco con la casa editrice Blue Note Records, Tribal Traquenard, insieme a Linley Marthe, Olivier Louvel, Stéphane Guillaume, Pierre de Bethmann ed ospiti come Stefano Di Battista, Louis Winsberg, Jean-Pierre Como e Marc Berthoumieux. Album che, nel 2000, vinse il premio Django d'Or nella categoria di migliore promessa per un disco esordiente.

## Discografia (selezione)

### Album come leader
- 1999: Tribal Traquenard, Blue Note Records
- 2002: Toutakoosticks, Blue Note Records
- 2005: Bouchabouches, Nocturne
- 2008: African Tribute to Art Blakey, Harmonia Mundi
- 2013: Panamericana, Jazz Village

### Partecipazioni
- 2007: album Detours di Dominique Fillon

## Premi
- 2000: Django d'Or per ''Tribal Traquenard'' nella categoria di migliore promessa per un disco esordiente.